# Hans Büchel
Hans Büchel (* 11. Oktober 1893 in Ottensoos; † 7. Juni 1961 ebenda) war ein deutscher Landwirt und Politiker, sowie Mitglied des Bayerischen Senats.
Büchel besuchte die Volksschule und die Landwirtschaftsschule Hersbruck. Nachdem er im Wehrdienst tätig gewesen war, wurde er im Ersten Weltkrieg im Lazarett eingesetzt. 1926 heiratete er in einen Hopfenbaubetrieb mit Hopfenhandel ein. Von 1918 bis 1933 war er Mitglied im Bund der Landwirte, der 1921 zum Bayerischen Landbund und zum Reichslandbund wurde, außerdem Gauführer des Bayerischen Junglandbundes sowie Mitglied im bayerischen Bundesvorstand und im deutschen Vorstand des Reichslandbundes in Berlin. Nachdem er 1933 mehrfach verhaftet worden war, legte er alle Ämter nieder. 1945 wurde er zum Bürgermeister seiner Heimatgemeinde Ottensoos gewählt. Beim Bayerischen Gemeindetag war er Mitglied des Landesausschusses und stellvertretender Vorsitzender des Bezirksverbands Mittelfranken. Von 1947 bis 1957 gehörte er dem Bayerischen Senat als Vertreter der Gemeinden und Gemeindeverbände an. Parteipolitisch engagierte er sich in der FDP, für die er bei der Bundestagswahl 1949 erfolglos im Bundestagswahlkreis Schwabach kandidierte.